# Paolo D'Antoni
Paolo D'Antoni (Trapani, 1895 – Palerm, 1982) fou un polític sicilià. De jove fou atret pel moviment polític de Nunzio Nasi. El 1943 fou nomenat pels Aliats prefecte de Trapani, després de Palerm i Alt Comissari de Sicília interí d'abril a octubre de 1946.
Posteriorment fou elegit diputat de l'Assemblea Regional Siciliana per la Democràcia Cristiana Italiana a les eleccions regionals de Sicília de 1947, 1951, 1955 i 1959. El 1949 en fou nomenat cap del grup parlamentari, assessor de transports i vicepresident de l'Assemblea. El 1951 va trencar amb la DCI i formà el partit Concentració Autonomista e Independentista, que va obtenir tres diputats, i el 1955 fou elegit diputat independent dins les files del Partit Comunista Italià.
Fou un dels protagonistes de l'elecció com a president de Sicília de Silvio Milazzo el 1958, qui el nomenà vicepresident regional i assessor d'instrucció pública. Després de la crisi del milazzisme abandonà el PCI i fou assessor de finances i pressupost pel Partit Republicà Italià. No fou reescollit a les eleccions de 1963.